# Novarama
Novarama fue una empresa desarrolladora de videojuegos española fundada en el año 2003 y cerrada en el año 2024 tras el fracaso tanto en ventas como en críticas de sus últimos títulos. Tenía su sede principal en Barcelona, Cataluña, España. Desde junio de 2011 hasta 2014, desarrolló solamente juegos exclusivos para las consolas de Sony.
Fue comprada por Tencent en marzo del 2022 para enfocarse en realizar juegos como servicio.

## Juegos desarrollados
Esta es la lista de juegos desarrollados por Novarama Studios, hasta la fecha de 16 de julio de 2019.
- Fallen Lords: Condemnation
- Invizimals
- Invizimals: La otra dimensión
- Invizimals: The Lost Tribes
- Reality Fighters
- Wild Summer
- Invizimals: La Alianza
- Invizimals: La Resistencia
- Killsquad